# Бамія (страва)
Ба́мія або ба́м'я (араб. بامية) — тушкована гаряча страва, дуже поширена на Близькому Сході, в Анатолії та Греції. Головним інгредієнтом цієї страви є рослина Abelmoschus esculentus, що також має назву бамія. Для приготування бам'ї зазвичай використовують баранину, помідори чи томатний соус, цибулю, часник, кінзу (коріандр), рослинну олію, кардамон та спеції.
Бамія дуже популярна під час постів, таких як Великдень у Греції та на Кіпрі.

## Регіональні особливості
У Туреччині бамія — анатолійське стью, яке має кисло-солодкий смак. Готується з використанням власне бамії, лимонного соку, оливкової олії, цукру, солі та перцю. Турецьку бамію іноді подають як засіб для очищення піднебіння між прийомами їжі на урочистих бенкетах.
В Єгипті зазвичай використовують сухожилля баранини, які можуть витримувати тривалий час варіння. Таалея, єгипетський часниковий соус, використовується як інгредієнт для додання аромату бамії.
В Ірані баміє подають як хореш разом з рисом, популярна страва в південних провінціях.
В Ізраїлі до тушонки іноді включають кіббех, замість класичної страви бамія з м’яса чи риби, яку називають «кубба бі бамія».